# Control de acceso informático
El control de acceso informático o control de acceso a sistemas informáticos, en seguridad informática, consiste en la autenticación, autorización de acceso y auditoría. Una definición más estrecha de control de acceso abarcaría únicamente la aprobación de acceso, por lo que el sistema adopta la decisión de conceder o rechazar una solicitud de acceso de un sujeto ya autenticado, sobre la base a lo que el sujeto está autorizado a acceder.  Autenticación y control de acceso a menudo se combinan en una sola operación, por lo que el acceso está aprobado sobre la base de la autenticación exitosa, o sobre la base de una token de acceso anónimo. Los métodos de autenticación y tokens incluyen contraseñas, escaneados biométricos, llaves físicas, llaves electrónicas y dispositivos, caminos ocultos, barreras sociales y monitoreo por seres humanos y sistemas automatizados.[cita requerida]

## Entidades de softwar
En cualquier modelo de control de acceso, las entidades que pueden realizar acciones en el sistema son llamados sujetos, y las entidades representativas de los recursos a los que pueden ser necesario que esté controlado el acceso son los llamados objetos.  Los sujetos y objetos deben ser ambos considerados como entidades de software, en lugar de como usuarios humanos: cualesquiera usuarios humanos sólo puede tener un efecto sobre el sistema a través de las entidades de software que ellos controlan.
Utilidades de los controles de acceso
Los sistemas de control de acceso de seguridad informática resultan muy útiles para autorizar o denegar el ingreso de un usuario, así como también para prevenir fraudes al momento de identificar o autenticar a una persona que intenta ingresar al sistema

## Servicios
Los controles de acceso a los sistemas informáticos proporcionan los servicios esenciales de autorización, identificación y autenticación (I&A),  aprobación del acceso y rendición de cuentas donde:
- la autorización especifica lo que un sujeto puede hacer.
- La identificación y autenticación garantizan que sólo el sujeto legitimados puedan entrar (log on) a un sistema
- La aprobación del acceso garantiza el acceso durante las operaciones, mediante la asociación de usuarios con los recursos que a los que están autorizados a acceder, basándose en la política de autorizaciones.
- La rendición de cuentas o auditoría identifica que un sujeto (o todos los sujetos asociados un usuario) ha hecho.